# Sphinx libocedrus
Sphinx libocedrus ist ein Schmetterling (Nachtfalter) aus der Familie der Schwärmer (Sphingidae). Das Verbreitungsgebiet von Sphinx libocedrus umfasst Teile des zentralen Südwestens der USA.

## Merkmale
Die Falter haben eine Vorderflügellänge von 29 bis 36 Millimeter und zählen damit zu den kleinsten Vertretern der Gattung. Ihre Färbung ist nicht variabel. Die Vorderflügel sind blass blaugrau mit einigen wenigen, blassen, schwarze Linien entlang der Flügeladern und der Subterminallinie. Die Art sieht Sphinx asellus ähnlich, die feine, kurze schwarze Linie, die vom Apex entspringt, ist bei der ähnlichen Art jedoch unterbrochen und nicht durchgängig. Auf der Unterseite der Hinterflügel sind zudem zwei weiße Binden ausgebildet, die bei der ähnlichen Art fehlen. Ein weißer Streifen verläuft entlang des basaleren Teils des Vorderflügelaußenrandes. Die Oberseite der Hinterflügel ist schwarz und trägt ebenso zwei weiße Binden, wobei die obere schlecht erkennbar ist.
Die Raupen sind ausgewachsen nicht nur abhängig vom Verbreitungsgebiet, sondern auch innerhalb einer Population recht variabel. Meist sind sie hellgrün und haben sieben Paare schräger, weißer Seitenstreifen am Körper. Zum Rücken sind die Streifen violett gerandet. Zudem befindet sich ein violetter Fleck am ventralen Ende eines jeden Streifens, der bis zu den Stigmen nach oben reicht. Der Bereich um die Streifen ist stark mit weißen Sekundärborsten versehen, die dem Körper ein raues Erscheinungsbild geben. Abgesehen von diesen Merkmalen unterscheiden sich die Individuen der hellgrünen Farbvariante bzgl. folgender weiterer Merkmale: Es gibt solche, bei denen das Analhorn und die Stigmen violett sind, das Gesicht ist grün und trägt blasse, weiße vertikale Streifen, die fein schwarz gerandet sind. Die Thorakalbeine sind mit Ausnahme der schwarzen Spitzen der Klauen gelb. Andere Raupen haben ein bläuliches Analhorn, das schwarz granuliert ist und weiße, schwarz umrandete Stigmen. Ihr Gesicht ist stark schwarz gepunktet und trägt ein auffälliges Paar gelber, vertikaler Streifen, die fein schwarz gerandet sind. Die Thorakalbeine sind vollständig schwarz. Neben diesen beiden grünen Farbmorphen gibt es auch eine dunkle Morphe, bei der die Grundfarbe dunkel schokoladenbraun statt grün ist. Die schrägen Seitenstreifen sind schwarz, das Gesicht ist braun. Es gibt zudem auch eine graue Morphe, die keinerlei Musterung aufweist.
Die Puppe ist rötlichbraun und hat ein etwas körnig strukturiertes Gesicht. Der Kopf trägt oben nahe der Basis der Rüsselscheide ein Paar schwarzer Auswüchse. Die lange Rüsselscheide ist frei, liegt aber angepresst am Körper und ist deutlich dunkler als der Rest der Puppe. Ihre Länge beträgt etwa 60 % von der der Flügel. Der sehr kurze, raue Kremaster ist schwarz und hat eine gezackte Spitze.

## Vorkommen
Das Verbreitungsgebiet von Sphinx libocedrus umfasst Teile des zentralen Südwestens der USA. Die Art kommt vor allem in Texas, New Mexico und Arizona vor, ist aber auch im Südwesten Oklahomas, dem Süden Nevadas und dem äußersten Osten von San Bernardino County in Kalifornien nachgewiesen.
Sphinx libocedrus besiedelt in den ariden Gebieten des Südwestens felsige Bereiche mittlerer Höhen zwischen ungefähr 1000 und 1400 Metern Seehöhe. Im Tal Rio Grande besiedelt die Art auch deutlich niederschlagsreichere Gebiete mit felsigen Kalksteinaufschlüssen, die wenig über dem Meeresspiegel liegen.

## Lebensweise
Die dämmerungsaktiven Falter fliegen nur gelegentlich in einzelnen Exemplaren künstliche Lichtquellen an. Deswegen wurden sie als selten betrachtet, was jedoch nicht richtig ist. Die Art ist beim Blütenbesuch an Oenothera hooleeri nachgewiesen. In Gefangenschaft schlüpfen die Falter in der Abenddämmerung, wobei die Weibchen schon kurz nach dem Entfalten der Flügel mit dem Anlocken von Männchen mit Pheromonen beginnen.

### Flug- und Raupenzeiten
Die Falter fliegen trotz ihres verhältnismäßig kleinen Verbreitungsgebietes mit deutlich unterschiedlichen Flugzeiten zwischen Mitte April und Anfang Oktober. In Arizona fliegt eine Generation während der Regenfälle im Juli und August, in Texas fliegen offenbar zwei Generationen im Frühling und Herbst. Im unteren Rio Grande-Tal wurden Falter beispielsweise Mitte April und Ende September/Anfang Oktober beobachtet. Die Datenlage der Nachweise ist jedoch noch zu gering, um genauere Rückschlüsse auf Flugzeiten und Generationenfolgen ziehen zu können.

### Nahrung der Raupen
Die Raupen sind an Forestiera neomexicana, Forestiera shrevei, Forestiera angustifolia sowie Fraxinus gooddingii und Fraxinus greggii nachgewiesen.

## Entwicklung
Die Weibchen legen ihre Eier einzeln offenbar an der Unterseite der Blätter der Raupennahrungspflanzen ab. Die Raupen sind tagaktiv und ruhen anfangs auf der Mittelrippe auf der Blattunterseite. Gegen Ende ihrer Entwicklung ruhen sie auf den Ästen, fressen jedoch frei sitzend auf den jüngeren Trieben am Ende der Äste. Die Verpuppung erfolgt in einer Kammer einige Zentimeter tief im Erdboden.

## Belege